# 의자 (시집)
《의자》는 시인 이정록의 다섯 번째 시집이다. 2006년 3월 3일 문학과지성사에서 발간되었다.
투수판에서 홈 플레이트까지의 거리인 ‘18.44’로 제목을 정하려다 어감이 좋지 않아 지우는 등 시집 이름을 정하는 데 시간이 오래 걸렸다고 한다.

## 해설과 평가
시집에 함께 실린 해설 〈따뜻한 구상〉에서 이혜원은 이정록의 시를 그림에 비유하자면 정밀한 구상화에 가깝다면서 차갑고 난해한 추상화와 유사한 오늘날, 온기와 웃음을 전하는 그의 따뜻한 구상의 시에 의미가 절실하다고 평했다.
나희덕은 〈의자〉를 읽고, 기술문명이 만들어낸 의자는 우리에게서 걷거나 움직이는 행위를 점차 빼앗아가지만, 이정록 시인이 보여주는 의자는 몸을 가두는 게 아니라 해방시킨다며 긍정했다.
김기택은 이정록의 시를 읽는 즐거움은 어린 단감나무와 같이 터무니없는 상황에 떨어진 슬픈 대상과 그것을 보는 익살스러운 어조가 부딪혀서 오는 울림에 있다고 했다. 하지만 그 어조는 있는 그대로의 현실인식에서 나오는 것이지 상투적인 밝음이나 따뜻함은 없는 것이라고도 지적했다. 또, 〈의자〉에 이정록의 낙관적인 어조의 힘과 모든 것을 직관적으로 명쾌하게 단순화해서 보는 시인의 지혜가 함께 담겨 있다고 했다.